# 無限の住人 (アルバム)
『無限の住人』（むげんのじゅうにん）は、講談社「月刊アフタヌーン」にて連載されていた漫画『無限の住人』のイメージ・アルバム。実質的には人間椅子の6枚目のアルバム。

## 解説
ブラック・サバスのファンであり、また人間椅子のファンでもあった原作者沙村広明の企画・依頼により、人間椅子が制作・演奏した。一応、漫画『無限の住人』のコンセプトアルバムという位置付けではあるが、タイトル『無限の住人』を冠した作品以外は特に漫画とは関係のない内容で、全体的に「晒し首」や「江戸」「刀」といった時代背景のモチーフが用いられるにとどまっている他、コンセプトから乖離した「宇宙遊泳」が収録されている。
アートワークは沙村が担当。沙村は「人間椅子聴いて原稿を描いてたわけだし、同じ世界観でできてる。今回以外にもうイメージアルバムは作らなくていいくらいに最高。『無限の住人』（原作）をハードロックのガシッとしたイメージで読んでほしい」と絶賛している。また、「刀と鞘」はシングル・カットされており、カップリングには沙村が作詞、作曲を手掛けた「桜下音頭」が収録されている。
一時期、廃盤になっていたが、2008年9月17日に再販後、再び廃盤。
2020年にアニメ『無限の住人 -IMMORTAL-』第二シーズンの主題歌を人間椅子が担当することになり、それを記念して再再販されることが決定した。なお、再再販版には無限の住人 -IMMORTAL-の主題歌「無限の住人 武闘編」がボーナストラックとして収録されている。
本作を最後に土屋巌が脱退し、代わって後藤マスヒロが加入した。

## 収録曲
| 全編曲: 人間椅子。 |                                                             |          |                    |      |
| #                  | タイトル                                                    | 作詞     | 作曲               | 時間 |
| 1.                 | 「晒し首」                                                  | 鈴木研一 | 鈴木研一           | 6:59 |
| 2.                 | 「無限の住人」                                              | 和嶋慎治 | 和嶋慎治           | 4:56 |
| 3.                 | 「地獄」                                                    | 鈴木研一 | 鈴木研一           | 3:51 |
| 4.                 | 「蛮カラ一代記」                                            | 和嶋慎治 | 和嶋慎治、鈴木研一 | 4:47 |
| 5.                 | 「莫迦酔狂ひ」                                              | 和嶋慎治 | 和嶋慎治           | 7:55 |
| 6.                 | 「もっこの子守唄」                                          | 和嶋慎治 | 和嶋慎治           | 2:33 |
| 7.                 | 「刀と鞘」                                                  | 鈴木研一 | 鈴木研一           | 4:24 |
| 8.                 | 「辻斬り小唄無宿編」                                        | 和嶋慎治 | 和嶋慎治           | 3:25 |
| 9.                 | 「宇宙遊泳」                                                | 和嶋慎治 | 鈴木研一           | 6:53 |
| 10.                | 「黒猫」                                                    | 和嶋慎治 | 和嶋慎治           | 8:45 |
| 11.                | 「桜下音頭」(2020年再販版に収録のボーナストラック)          | 沙村広明 | 沙村広明           | 4:55 |
| 12.                | 「無限の住人 武闘編」(2020年再販版に収録のボーナストラック) | 和嶋慎治 | 和嶋慎治           | 4:05 |

## 演奏者
- 和嶋慎治 - ギター、ボーカル、ハーモニカ、大正琴
- 鈴木研一 - ベース、ボーカル
- 土屋巌 - ドラムス、パーカッション、ボーカル

### ゲスト
- 永川敏郎（GERARD）- キーボード
- 篠原猛 - フルート、龍笛